# Bootylicious
«Bootylicious» es una canción del grupo estadounidense de R&B, Destiny's Child. Fue lanzado como el segundo sencillo de su tercer álbum Survivor (2001). Está compuesta y producida por Rob Fusari, Falonte Moore, y por una de las integrantes del grupo, Beyoncé Knowles, en el cual contiene un sampleo de la canción del 1981, «Edge of Seventeen», compuesta e interpretada por Stevie Nicks. 
Alcanzó la primera posición del Billboard Hot 100 siendo el cuarto sencillo de la banda en obtener el número uno en los Estados Unidos. La versión remezclada por Rockwilder contó con las voces de Missy «Misdemeanor» Elliott y apareció en la banda sonora de la película de cine musical de 2001, Carmen: A Hip Hopera (película que protagoniza la misma Beyoncé Knowles) y en el álbum de remezclas de 2002, This Is the Remix. El vídeo musical para la canción fue dirigido por Matthew Rolston.
Aunque el término «Bootylicious» fue acuñado por primera vez por el rapero Snoop Dogg en 1992, la popularidad de esta canción hizo que la palabra que se agregara en 2004 al Diccionario de inglés de Oxford, en la que se define como «(de una mujer) sexualmente atractiva».

## Formatos y remixes
- «Bootylicious» (Big Boyz Remix)
- «Bootylicious» (Ed Case Refix)
- «Bootylicious» (Freeform Five Remix)
- «Bootylicious» (Love: Destiny Version)
- «Bootylicious» (M&J's Jelly Remix)
- «Bootylicious» (Richard Humpty Vission's Club Mix)
- «Bootylicious» (Richard Humpty Vission's D.J. Dub)
- «Bootylicious» (Richard Humpty Vission's V-Quest Remix)
- «Bootylicious» (Richard Humpty Vission's Edit)
- «Bootylicious» (Rockwilder Remix) (feat Missy Elliott) w/ Music Video
- «Bootylicious» (Transient Mix)
- «Bootylicious» (Ultimix Remix)
- «Bootylicious» (DJ Dub Mix)
- «Bootylicious» (UK Mix)
- «Bootylicious» (Groove Chronicles Remix)

## Posicionamiento en listas y certificaciones
| Listas (2001)                          | Mejor posición |
| -------------------------------------- | -------------- |
| Alemania (Offizielle Deutsche Charts)  | 16             |
| Australia (ARIA)                       | 4              |
| Austria (Ö3 Austria Top 40)            | 23             |
| Bélgica (Flandes) (Ultratop 50)        | 9              |
| Bélgica (Valonia) (Ultratop 50)        | 7              |
| Canadá (Canadian Singles Chart)        | 4              |
| Dinamarca (Tracklisten)                | 12             |
| Estados Unidos (Billboard Hot 100)     | 1              |
| Estados Unidos (Hot Dance Club Songs)  | 13             |
| Estados Unidos (Dance Singles Sales)   | 2              |
| Estados Unidos (Hot R&B/Hip-Hop Songs) | 2              |
| Estados Unidos (Mainstream Top 40)     | 6              |
| Estados Unidos (Rhythmic)              | 10             |
| Finlandia (OFC)                        | 11             |
| Francia (SNEP)                         | 14             |
| Irlanda (IRMA)                         | 5              |
| Italia (FIMI)                          | 16             |
| Noruega (VG-lista)                     | 5              |
| Nueva Zelanda (Recorded Music NZ)      | 4              |
| Países Bajos (Dutch Top 40)            | 3              |
| Reino Unido (UK Singles Chart)         | 2              |
| Suecia (Sverigetopplistan)             | 8              |
| Suiza (Schweizer Hitparade)            | 11             |

| País      | Organismo certificador | Certificación | Ref.   |
| --------- | ---------------------- | ------------- | ------ |
| Australia | ARIA                   | Platino       | [ 24 ] |

## Otras versiones
El elenco del programa de televisión de Fox Glee, realizó una versión en el episodio «Hairography» de la primera temporada.

#### Sucesión en listas
| Anterior: «U Remind Me» de Usher | Billboard Hot 100 — Sencillo n.º 1 4 de agosto de 2001 — 11 de agosto de 2001 | Siguiente: «Fallin'» de Alicia Keys |